# ムィティシ

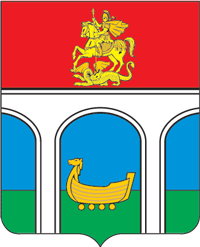
ムィティシの紋章

ムィティシ（ムィチシ、ムイチシ、ムイティシ、Мыти́щи, Mytishchi）は、ロシアのモスクワ州にある都市。人口は25万5429人（2021年） 。首都モスクワの北東に接する衛星都市。モスクワ川の支流ヤウザ川に面している。モスクワとヤロスラヴリを結ぶ鉄道が通る。
ムイティシンスキー地区の行政中心都市で、地区内最大の産業都市。機械工業が盛んで、特に兵器製造が活発。また18世紀にエカチェリーナ2世の命で建設されたロシア初の上水道があることでも知られ、ここからモスクワのクレムリンへ清潔な水を配水した。

## 歴史

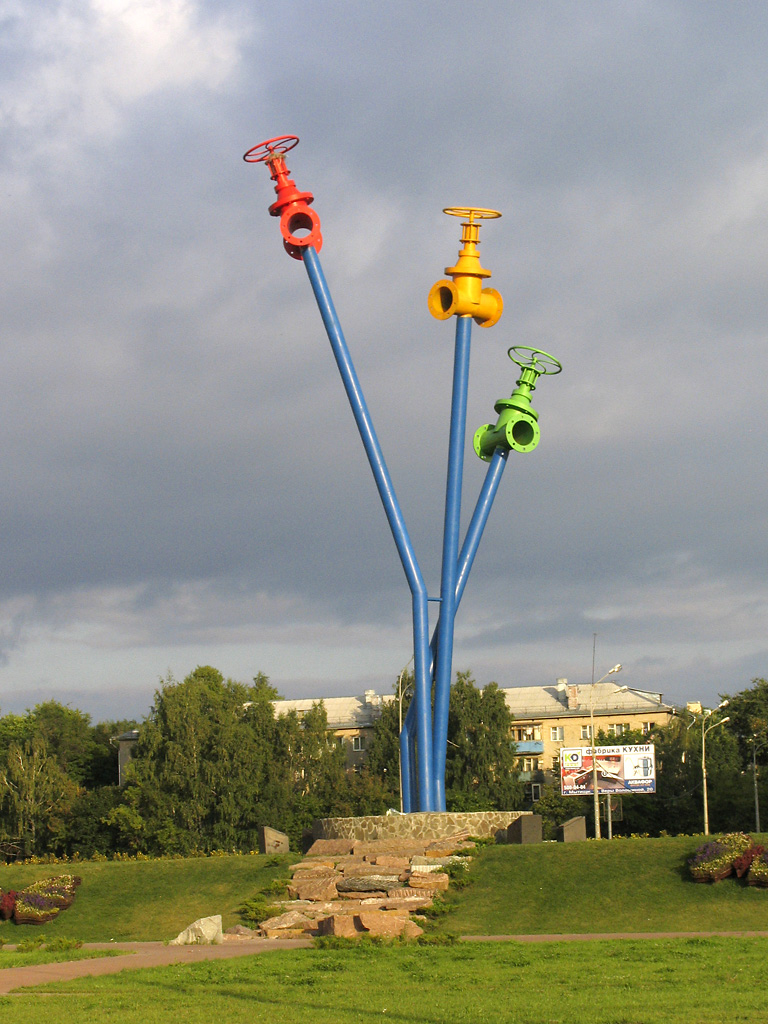
ロシア初の水道管を記念するモニュメント

紀元前8千年紀から紀元前6千年紀の新石器時代後期の居住跡があり、当時の人々は狩りや漁で生活していたことがうかがえる。8世紀から9世紀にはヴァーティチ族、クリーヴィチ族といった東スラヴ人が住みはじめた。ムィティシ市内および周辺には11世紀から13世紀にかけての集落が10か所以上あったことが分かっている。
ムィティシの集落は1460年には存在し、19世紀までボリシイェ・ムィティシ（Большие Мытищи）と呼ばれていた。集落の歴史と発展はヤウザ川の河港とともにあった。ヤウザ川は商船などが通る交易路であり、ムィティシで船は川から引き上げられ、ころや滑材の上を転がしてクリャージマ川までの連水陸路を移動した。商人たちが払う船や荷物の陸送料でムィティシの人々は生活した。ムィティシという町の名も、この料金（Мыт）に由来する。19世紀半ばにはわずか389人だった人口は、後に首都モスクワの近郊都市として拡大している。

## 姉妹都市
- ウクライナ、チェルニーヒフ
- チェコ、ニンブルク
- ブルガリア、ガブロヴォ
- ベラルーシ、ジョジナ・バラーナヴィチ・ボリソフ・スマリャヴィチ(en)
- リトアニア、パネベジス
- ポーランド、プウォツク